# Yamamoto Isoroku

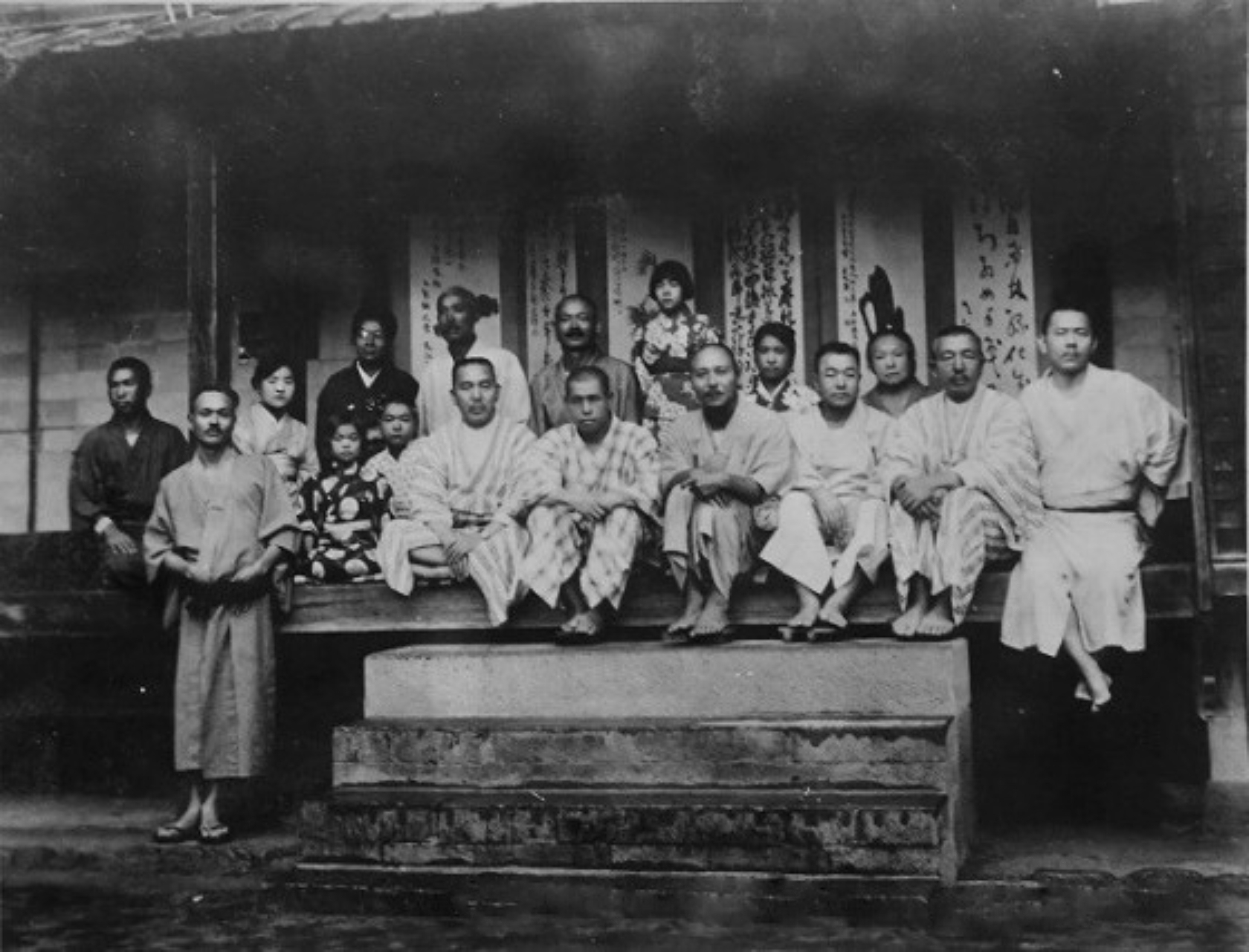
Yamamoto (hàng trước, ngồi, thứ 2 bên trái) cùng gia đình, bên trái là Teikichi Hori

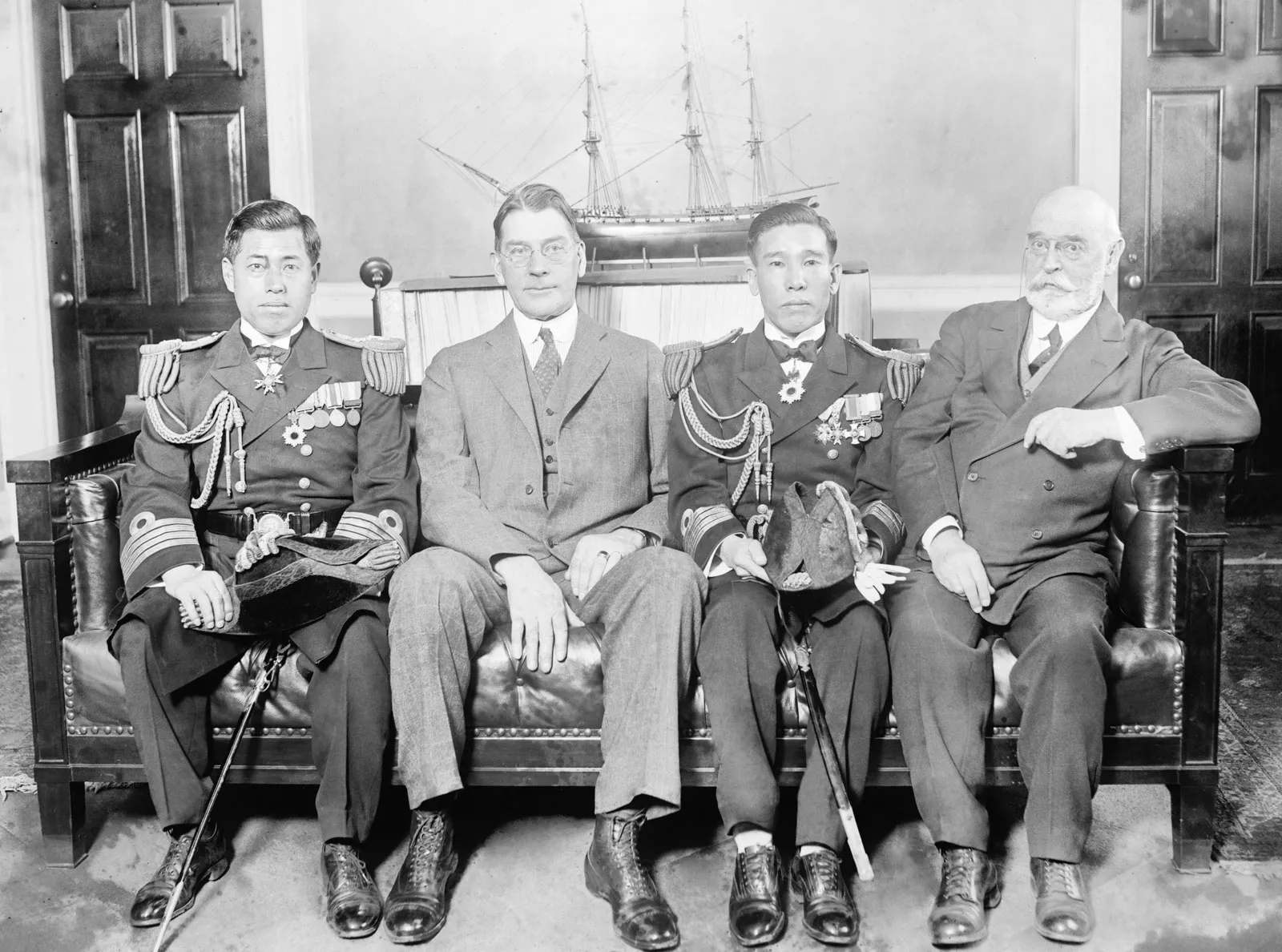
Yamamoto lúc trẻ và Curtis D. Wilbur, Bộ trưởng Hải quân Hoa Kỳ

Yamamoto Isoroku (kanji: 山本五十六, Hán Việt: Sơn Bản Ngũ Thập Lục; 4 tháng 4 năm 1884 - 18 tháng 4 năm 1943) là một đô đốc của Hải quân Đế quốc Nhật Bản trong Chiến tranh thế giới thứ hai. Người ta nhớ nhiều tới ông vì thành tích tấn công hạm đội Hoa Kỳ ở Trân Châu Cảng. Ông được sách Thập Đại Tùng Thư - 10 Đại tướng Soái Thế giới coi là một trong 10 viên tướng xuất sắc nhất trong lịch sử quân sự thế giới. Ông cũng cùng với Đô đốc Togo Heihachiro, người đập tan hạm đội Nga ở trận Hải chiến Tsushima năm 1905 được hưởng vinh dự làm lễ quốc tang sau khi bị ám sát qua đời.

## Tiểu sử

### Thân thế
Tên thật của ông là Takano Isoroku (高野五十六, Cao Dã Ngũ Thập Lục), quê ở Nagaoka, Niigata; ông là con trai thứ sáu của Takano Sadayoshi (高野 貞吉, Cao Dã Trinh Cát) - một samurai cấp thấp đồng thời giữ chức giáo học cho phiên chủ (daimyō) phiên Nagaoka (Trường Cương). Lúc đầu, chỉ được hưởng bổng lộc 30 thạch, về sau lớp cha ông có người tinh thông nho học, cổ học, binh học nên được phiên chủ trọng thị và cho giữ chức Gia Lão, cai quản các sự vụ trong gia đình võ sĩ và hưởng bổng lộc 160 thạch. Do Takano Sadayoshi sinh ông lúc 56 tuổi nên ông được gọi là Isoroku (Ngũ Thập Lục). Ông tham gia hải quân từ năm 1901 cho tới khi ông qua đời năm 1943.
Lớn lên, ông theo học tại trường Trung học Nagaoka và tỏ ra có năng khiếu về các môn thể thao và quân sự. Ông cũng theo học Anh văn với 1 phái bộ truyền giáo Hoa Kỳ và ngoài ra, cha ông cũng đã dạy cho ông Hán văn và làm thơ.
Isoroku ngay từ nhỏ đã được gia đình giáo dục rất nghiêm khắc, thấm nhuần tinh thần võ sĩ đạo truyền thống của Nhật Bản. Hơn nữa, gia đình Cao Dã dù là võ sĩ nhưng cũng không giàu có gì, chính cuộc sống thanh bạch đó đã trui rèn Isoroku thành một con người cứng rắn, có chí tiến thủ. Và khi ông tham gia các khóa huấn luyện quân sự ngay từ cấp tiểu học, thì "nọc độc của chủ nghĩa quân quốc Nhật Bản đã ngấm vào tận xương tủy của Yamamoto". Năm 1901 sau khi tốt nghiệp bậc trung học, Isoroku với thành tích hạng hai đã thi đậu vào trường sĩ quan đảo Giang Điền, nơi đào tạo các sĩ quan hải quân của Nhật Bản.
Khi trưởng thành, Yamamoto thi đậu hạng nhì trong số 300 học sinh và được vào học tại Trường Hải quân Nhật tại Etajima. Sau khi tốt nghiệp, ông được điều động phục vụ trên tuần dương bọc thép Nisshin và có vinh dự được tham gia trận Tsushima năm 1905, nơi mà Hải quân Nhật đã nhấn chìm toàn bộ hạm đội của Nga và kết thúc chiến tranh Nga-Nhật. Trận này ông bị trọng thương, bàn tay trái cụt mất 2 ngón (ngón trỏ và ngón giữa) và đôi chân bị hơn một trăm vết thương, do đó ông được tặng kỉ niệm chương vinh dự của quân nhân. Mẹ ông trước sự kiện này hết sức xúc động, đã viết hai câu thơ: "Vì nước vì vua toàn tâm quyết, tỏa hương bát ngát võ sĩ hoa.". Một điều thú vị là bàn tay trái mất hai ngón lại là một biểu tượng nổi tiếng của Isoroku. Các ca kỹ khi làm móng tay cho khách trong ca lâu thường lấy tiền công một đồng, nhưng họ lại ưu đãi chỉ lấy tám cắc của Isoroku vì hai tay ông chỉ có tám ngón. Ông mang biệt danh "hachi mōsen" (八毛銭, "anh chàng tám cắc") từ đó.
Năm 1916 ông trở về nhà. Năm 1924, ông vào đại học Hải quân. Đồng thời, dòng họ Yamamoto (Sơn Bản) danh tiếng ở phiên Nagaoka do không có con thừa kế nên nhận Isoroku làm con nuôi (1926), vì vậy ông đổi tên là Yamamoto Isoroku (Sơn Bản Ngũ Thập Lục). Vợ ông là Reiko (Thiên Đại Tử), con gái một trại chủ bò sữa; hai người kết hôn năm 1918 và có 4 người con.
Ngoài việc hay đến các ca lâu thì Isoroku cũng là một trong những con bạc sành sỏi. Ông biết và rất thích chơi tất cả các loại bài, từ cổ điển của Nhật hay bài tây mới mẻ của Mỹ du nhập vào Nhật sau Thế chiến 1, và rất hay đến các sòng bạc giải trí cũng như rất thích cá cược. Ngoài là một con bạc sành sỏi thì ông cũng là một trong những kỳ thủ hàng đầu của Nhật Bản khi đó. Ông giỏi cả Cờ vua, Cờ vây và Shōgi. Tài nghệ của ông trong các môn cờ này nổi danh trong giới Hải quân Nhật. Thuộc cấp của ông hay đồn rằng ông chơi bài lão luyện tới mức chỉ cần nhìn sắc mặt đối thủ là ông biết ngay đối phương cầm những con bài gì trong tay. Tuy nhiên, ông lại không biết uống rượu.

### Cải cách Hải quân
Một trong những công lao to lớn của Yamamoto Isoroku đối với nền quân sự Nhật Bản cũng như nghệ thuật quân sự thế giới chính là ông đã phát hiện ra vai trò tối quan trọng của lực lượng không quân và hàng không mẫu hạm trong hải chiến hiện đại. Thật vậy, trên mặt biển hiện này những chiếc hàng không mẫu hạm và lực lượng không quân có một vị trí cực kì to lớn và không thể thiếu vắng được. Ông cũng là người đóng vai trò chủ đạo trong việc xây dựng lực lượng không quân trong hải quân Nhật Bản. Ngay từ năm 1915, ông đã có những tiên đoán rất chính xác khi cho rằng "Chiến hạm quan trọng nhất trong tương lai là loại chiến hạm mang theo được phi cơ"
Tháng 4 năm 1919, ông được cử giữ chức sĩ quan ngoại giao của tòa đại sứ Nhật. Ông du học tại Đại học Harvard từ năm 1919 đến năm 1921. Ông trở về Nhật Bản vào mùa hè năm 1921 và nhanh chóng được bổ nhiệm làm sĩ quan điều hành của tàu tuần dương Kitakami cho đến cuối năm, khi ông được bổ nhiệm làm giảng viên của Đại học Chiến tranh Hải quân. Tháng 6 năm 1923, ông được phân công làm Tổng Tham mưu trưởng Hải quân và tháng 12 được thăng quân đội trưởng.
Từ tháng 7 năm 1923 đến tháng 3 năm 1924, ông đi cùng Phó Đô đốc Kenji Ide với tư cách là trợ lý và dịch giả trong một chuyến đi vòng quanh thế giới - trong chuyến đi qua châu Âu, họ đã đến thăm Monaco, nơi Yamamoto đã giành được một khoản tiền lớn trong roulette.
Sau đó, ông được chỉ định làm huấn luyện viên và sau đó là sĩ quan điều hành của Trạm Quân đoàn Hàng không Kasumigaura. Trong đó, ông dành cho đến tháng 12 năm 1925, khi ông được bổ nhiệm làm tùy viên hải quân của Đại sứ quán Nhật Bản tại Washington, thay thế người bạn tốt Kiyoshi Hasegawa.
Ở đó, ông đã xử lý mạnh mẽ các vấn đề hàng không. Trong những năm này, một số tiến bộ đã được thực hiện trong lĩnh vực hàng không. Trong bối cảnh này, Yamamoto đặc biệt quan tâm đến chuyến bay cực bắc của Richard Evelyn Byrd. Trên chuyến bay của mình, ông đã không còn định hướng bản thân độc quyền về các tính năng phong cảnh, nhưng đã sử dụng các thiết bị hỗ trợ kỹ thuật để điều hướng.
Ông đã có một báo cáo được gửi đến Nhật Bản, trong đó ông nhấn mạnh những lợi thế của các công cụ định vị này cho Không quân. Và, ông nhận thức được sự cần thiết phải thực hiện một cuộc hiện đại hóa triệt để của Hải quân, đặc biệt là liên quan đến không quân.
Mùa xuân năm 1928, Yamamoto trở về Nhật Bản, ông đã góp phần xây dựng lực lượng tàu sân bay của Nhật Bản.
Tuy nhiên ở Nhật Bản, những tài nguyên cần thiết để chế tạo một phi cơ tân tiến lại rất hiếm, ví dụ như dầu mỏ. Kỹ thuật chế tạo phi cơ Nhật cực kì thô lậu: đa phần máy bay Nhật làm bằng gỗ và bọc vải, còn động cơ cũng hết sức kém. Hơn nữa, đa phần các sĩ quan của Hải quân Nhật vẫn còn giữ tư tưởng "tàu to súng lớn" đã từng bộc lộ sức mạnh khủng khiếp trong các cuộc chiến tranh trước đó. Những người này cho Yamamoto là kẻ lập dị. Chịu hết nổi, tháng 9/1924, ông xin chuyển sang làm phó đội trưởng kiêm sĩ quan huấn luyện tại đội không quân thuộc hải quân Hà Phố để ông tự do thực hiện ý tưởng của mình.

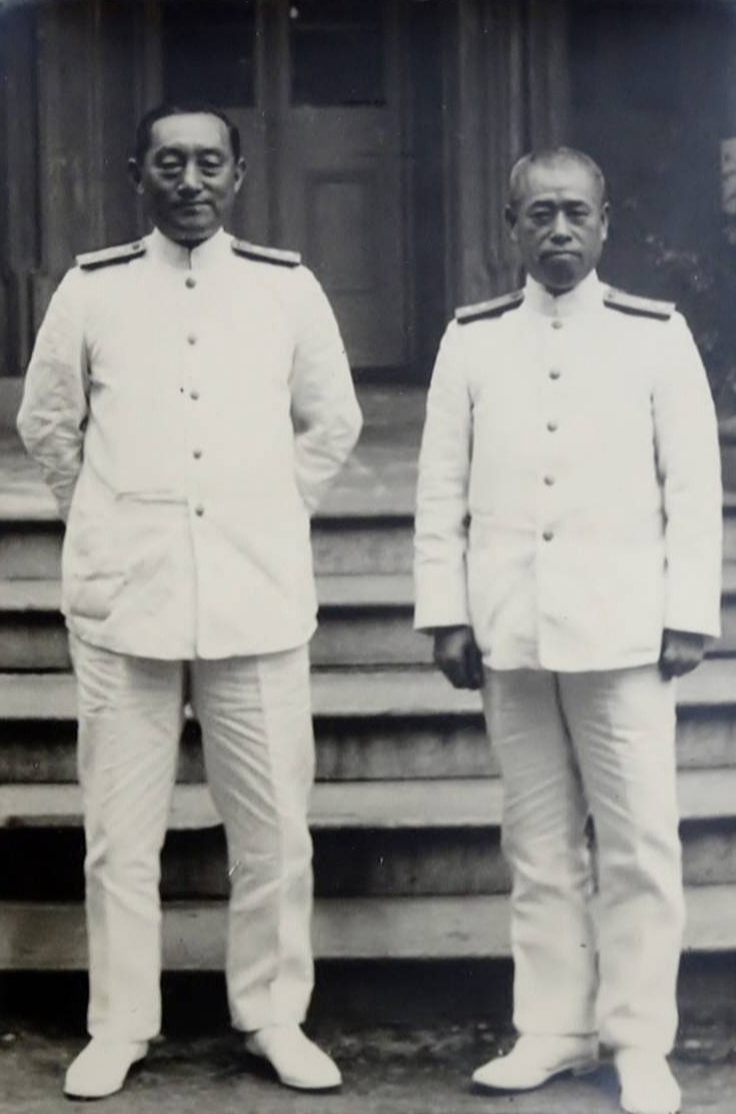
Đô đốc Hải quân Đế quốc Nhật Bản Mitsumasa Yonai (trái) với Đô đốc Isoroku Yamamoto (phải) chụp ảnh vào cuối những năm 1930 khi Yonai là Bộ trưởng Hải quân và Yamamoto là Thứ trưởng.

Cũng như tình trạng chung của không quân Nhật Bản lúc bấy giờ, tình hình bộ đội không quân Nhật Bản rất là khủng hoảng. Bộ máy điều hành và kỷ luật còn trong quá trình xây dựng, hết sức lỏng lẻo và rời rạc. Kỹ thuật máy bay hết sức thô lậu khiến tai nạn phi cơ rơi, phi công chết không phải là hiếm, kéo theo hiện tượng binh sĩ đào ngũ ngày một nhiều. Hơn nữa, Yamamoto Isoroku, một sĩ quan xa lạ mới 40 tuổi đến chỉ huy bộ đội không quân là một đề tài cho mọi người bàn tán. Mặc dù vậy, Yamamoto vẫn không sờn lòng, trái lại ông đã tìm được cách khắc phục những khó khăn. Ông lập những nơi thờ cúng các phi công đã hi sinh khi làm nhiệm vụ. Ông thường trò chuyện, chơi bài, chơi cờ với các binh sĩ dưới quyền để thu phục cảm tình và nắm bắt các nguyện vọng tâm tư của họ. Ông dùng tinh thần đảo Giang Điền, tư tưởng Hoàng Đạo, Võ Sĩ Đạo, Thần Đạo để hun đúc cho các binh sĩ cảm tử. Bản thân ông cũng tự học cách lái máy bay, và, cùng với các nhân viên phi hành đã vượt qua những khó khăn về kỹ thuật.
Những nỗ lực của Yamamoto cuối cùng đã thu được một số kết quả khả quan. Năm 1928 ông được bổ nhiệm làm hạm trưởng hạm Isuzu. Năm 1929, được thăng hàm thiếu tướng, chuẩn đô đốc. Năm 1930 ông được cử giữ chức Bộ trưởng Bộ Kỹ thuật Hàng không hải quân. Và, ngay từ lúc này, ông đã lợi dụng địa vị mới của mình, tập trung mọi sức mạnh phát triển bộ đội không quân và hàng không mẫu hạm Nhật, nhất là việc nâng cao kỹ thuật phi cơ. Ông hợp tác với các xưởng đóng phi cơ Nhật để chế tạo những mẫu phi cơ tân tiến nhất. Các loại phi cơ Nhật ra đời trong nửa cuối thập nhiên 30 như 	Type 94, Type 96, và nhất là kiểu máy bay Kiểu 0 (zero) lừng danh ra đời năm 1940 đã trở thành những mẫu máy bay tốt nhất thời đó. Tháng 11/1934 ông được thăng hàm trung tướng, phó đô đốc. Năm 1935 ông làm tư lệnh lực lượng không quân của Hải quân Đế quốc Nhật Bản.
Sau đó ông tham gia cuộc Chiến tranh Trung-Nhật. Ngày 14 tháng 9 năm 1937, các máy bay Nhật trong hai đội hàng không hải quân Mộc Cánh Tân và Lộc Ốc đã bay từ Đài Bắc và Cao Hùng đển ném bom hai phi trường Quảng Đức và Hàng Châu. Việc này đã khiến các chuyên gia hàng không giật mình trước chất lượng của các máy bay Nhật tham gia trận oanh tạc đó. Tiếp đó các máy bay của Yamamoto lại tham gia vụ tấn công ở Nam Kinh và chiến dịch Thượng Hải, nhờ đó Yamamoto được tặng huân chương Húc Nhật.
Năm 1936, ông làm thứ trưởng Bộ Hải quân theo lời mời của hải quân đại thần Vĩnh Dã Thân. Tuy nhiên, công việc sự vụ này hoàn toàn không phù hợp với một quân nhân và một người đang dốc sức xây dựng ngành hàng không hải quân như Yamamoto. Ông đã từng thừa nhận với viên thư ký Thực Tùng Nhượng là ông cứ đóng dấu bừa các văn kiện mà không xem kỹ. Cuối cùng ngày 31 tháng 8 năm 1939 ông lại được cử giữ chức tư lệnh hạm đội liên hợp kiêm tư lệnh đệ Nhất hạm đội đúng như sở trường của mình. Năm 1940, ông được thăng hàm đại tướng, đô đốc. Vừa đáo nhiệm là ông lập tức sắp xếp hàng loạt những cuộc huấn luyện nghiêm ngặt và căng thẳng như khi chiến đấu thật sự. Yamamoto hiểu rằng, ông cần phải chuẩn bị kỹ lưỡng cho một cuộc chiến ác liệt sắp tới.

### Chiến tranh thế giới thứ hai

#### Trước chiến tranh
Kể từ chiến tranh Nga Nhật 1904, Nhật Bản đã thay thế Nga làm bá chủ khu vực Tây Bắc Thái Bình Dương và càng ngày càng mở rộng ảnh hưởng của mình. Việc đó khiến Anh và Mỹ phải cảnh giác và đã ra sức hạn chế sức mạnh của Nhật, nhất là thông qua các hiệp nghị tài giảm binh bị sau Chiến tranh thế giới thứ nhất. Về phía Nhật, mặc dù theo hiệp định hải quân họ đứng hàng thứ ba trên thế giới nhưng tham vọng của họ từ lâu đã vượt quá những ràng buộc của hiệp định. Việc này khiến mâu thuẫn Nhật-Mỹ nảy sinh và càng lúc càng sâu sắc.

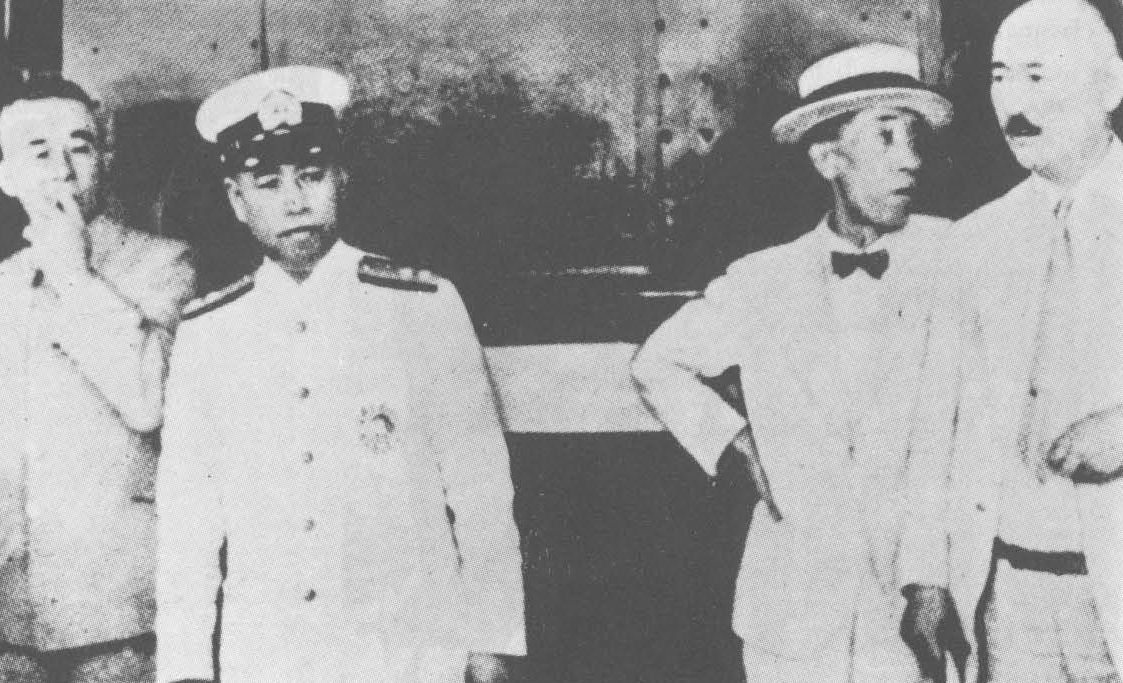
Đô đốc Yamamoto năm 1939

Bản thân Yamamoto đã tham dự Hội nghị Hải quân Luân Đôn về vấn đề tài giảm binh bị với tư cách là một thành viên trong phái đoàn Nhật vào các năm 1930 và 1934. Mặc dù biết hải quân Nhật không thể giành được địa vị ngang hàng với các địch thủ Anh Mỹ, nhưng Yamamoto vẫn hết sức cố gắng trong việc đàm phán, ít ra là giảm bớt những hạn chế đối với Nhật Bản. Cuối cùng cuộc đàm phán tan vỡ và tháng 1 năm 1936 Nhật rút khỏi Hội Quốc Liên, thoát khỏi thời đại hạn chế. Có điều là trong khi đa số người Nhật chỉ biết bực tức thì chỉ có Yamamoto mới thoát khỏi tư tưởng "tàu to súng lớn" và chú ý đến lực lượng không quân trong hải quân.

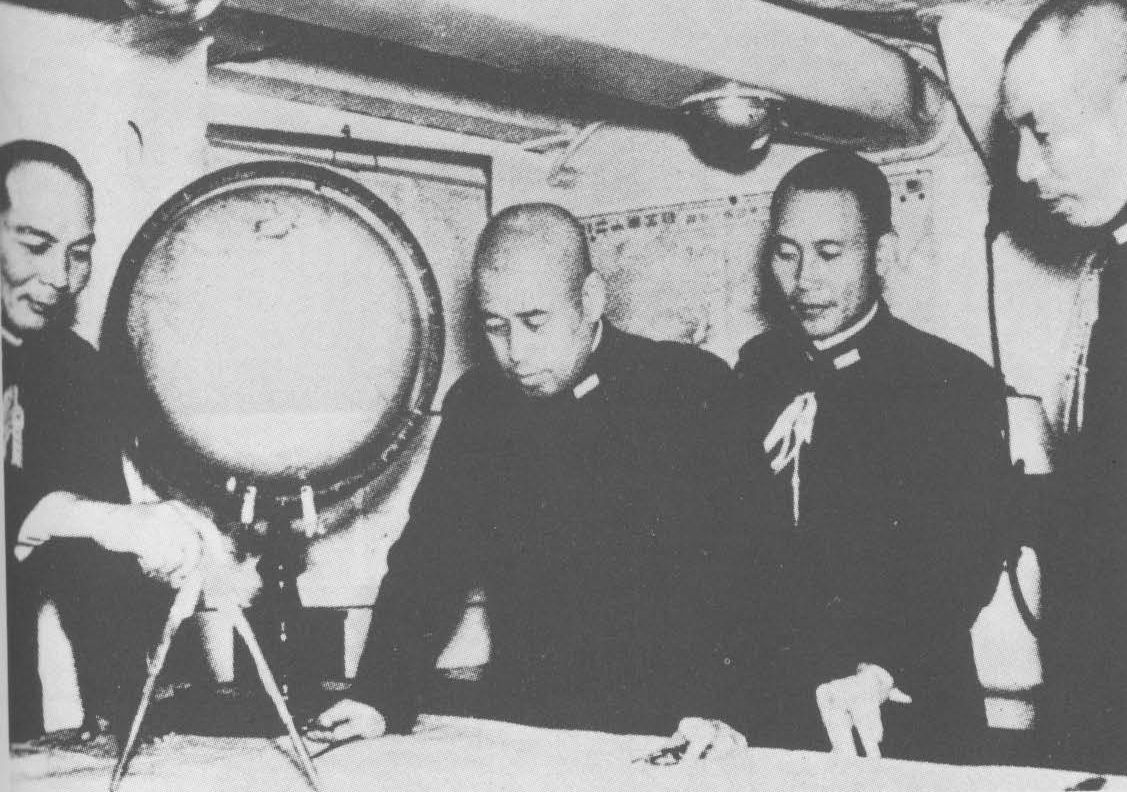
Yamamoto cùng các chỉ huy trên soái hạm Nagato

Nhật Bản bắt đầu bành trướng kể từ thập niên 1930 với những vụ xâm chiếm Mãn Châu, vụ tấn công xâm lược Trung Quốc, xâm chiếm Đông Dương. Cùng lúc, ở châu Âu thế lực phát xít của Hitler và Mussolini cũng mở rộng ảnh hưởng. Tất cả những việc này đều gây hại đến quan hệ quốc tế. Đối với sự bành trướng của Nhật, Mỹ đã có những biện pháp phản ứng, dù là khá muộn mằn, thí dụ hạn chế và sau đó là cấm Nhật nhập khẩu những nguyên vật liệu cần thiết cho việc phát triển quân đội (tháng 7 năm 1940). Sau khi Đức-Ý-Nhật ký hiệp ước liên minh (30 tháng 9 năm 1941), mọi người hiểu rằng lò lửa chiến tranh sắp nổ và Nhật, Mỹ sẽ là hai đối thủ nặng ký trong cuộc chiến sắp tới.
Mặc dù Yamamoto rất bất mãn với những hạn chế của Anh Mỹ đối với Nhật Bản, ông lại là người đã phản đối đến cùng Hiệp ước Đồng minh Đức-Ý-Nhật và là người phản đối việc Nhật tuyên chiến với Mỹ. Từng du học ở Mỹ, từng tiến hành khảo sát tại Mỹ và từng giữ chức tùy viên quân sự tại Mỹ (1926-28), nên ông hiểu rõ thực lực của Mỹ, ông biết rằng Nhật khi khai chiến với Mỹ thì lành ít dữ nhiều. Câu nói của ông lúc đó là "Coi Mỹ là kẻ thù cũng tức là coi toàn thế giới là kẻ thù" đã không được chú ý, thậm chí nhiều người đã mắng ông là "đồ nhu nhược", "chó săn của Anh-Mỹ". Yamamoto vẫn kiên trì đến cùng, ông đã viết thư đến thủ tướng Fuminaro Konoe (Cận Vệ Văn Ma Lữ) để phản đối việc này. Nhưng ông cũng đảm bảo là khi chiến tranh nổ ra thì ông, Yamamoto Isoroku sẽ dốc hết sức phục vụ Tổ quốc. Chính vì vậy, kế hoạch tập kích Trân Châu Cảng dần dần hình thành trong đầu óc ông.
Và một điều đáng tiếc cho Yamamoto và cho cả thế giới, là ông đã phải thực hiện kế hoạch của mình.

#### Trận Trân Châu Cảng

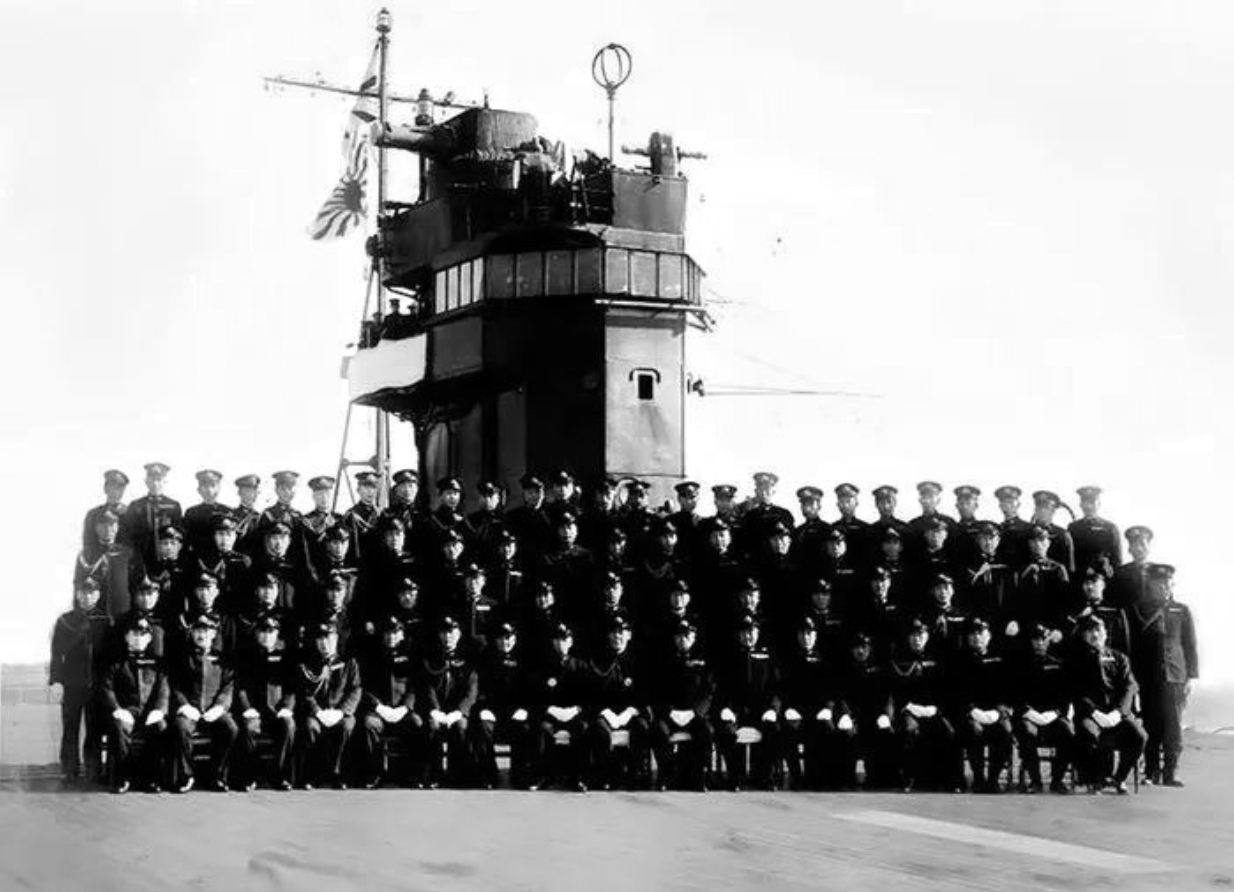
Đô đốc Yamamoto trên tàu sân bay Akagi, tháng 12 năm 1941

Vì biết thực lực của Mỹ vượt trội hơn Nhật Bản rất nhiều, Yamamoto Isoroku cho rằng việc đánh bại Mỹ triệt để và buộc Mỹ đầu hàng là bất khả thi. Nhật Bản chỉ có thể giáng những đòn chí mạng làm suy sụp tinh thần nhân dân Mỹ, từ đó buộc Mỹ ngồi vào bàn đàm phán với những điều khoản có lợi cho Nhật. Ông cũng nhận định là trong vòng một tới một năm rưỡi đầu của cuộc chiến thì Nhật Bản có khả năng thủ thắng, nhưng nếu để chiến tranh kéo dài hơn thì không thể nói trước được. Vì vậy, điều quan trọng nhất là phải giành được những chiến thắng chấn động trong giai đoạn đầu này. Mục tiêu đầu tiên của Yamamoto chính là hạm đội Thái Bình Dương của Mỹ tại Trân Châu Cảng thuộc quần đảo Hawaii.
Kế hoạch của Yamamoto lập tức gặp sự phản đối quyết liệt. Rõ ràng tập kích Trân Châu Cảng là một phương án cực kì mạo hiểm: từ Nhật tới Hawaii là một khoảng cách mấy nghìn dặm, vả lại Mỹ sẽ luôn luôn nhòm ngó động tĩnh của Nhật Bản và chắc chắn sẽ không để yên cho Nhật tấn công dễ dàng như vậy. Hơn nữa, mực nước tại Trân Châu Cảng hết sức nông, không thể sử dụng ngư lôi thông thường. Và nếu hạm đội Mỹ không có ở đó thì toàn bộ kế hoạch của ông sẽ phá sản. Tuy nhiên Yamamoto vẫn duy trì ý kiến của mình một cách ngoan cố, mặt khác ông cho quân đội luyện tập oanh kích ở những đảo có địa hình tương tự Trân Châu Cảng, thí dụ như đảo Kagoshima và đảo Hạnh. Đội phi cơ oanh kích tập luyện với một cường độ mà ai nghe qua cũng giật mình. Hạm đội cũng được tăng cường huấn luyện tác chiến và cũng đã cho thiết kế một loại ngư lôi chuyên dụng được trang bị vây gỗ để oanh kích ở các cảng có mức nước nông. Các phi cơ cũng luyện tập cách tấn công mới là vừa bay chậm sát mặt biển vừa chúi đầu xuống khi thả ngư lôi để đạt độ chính xác cao nhất.
Trong khi đó, dù quan hệ Nhật-Mỹ ngày một căng thẳng, các cuộc đàm phán đôi bên vẫn được tiếp tục. Thế giới vẫn ảo tưởng vào một hiệp nghị hòa bình được ký kết bởi hai bên. Trong khi đó lãnh sự quán Nhật Bản tại đảo Honolulu thuộc quần đảo Hawaii lại liên tục gửi tin tình báo từ Trân Châu Cảng về Nhật. Đến ngày 6 tháng 9, trong cuộc hội nghị Nội các Nhật Bản quyết định nếu thượng tuần tháng 10 nếu đàm phán không thành thì sẽ khai chiến. Và đến ngày 19 tháng 10 thì bộ quân lệnh đã phê chuẩn "phương án tác chiến Hawaiian" tổ chức một hạm đội với chủ thể là 6 hàng không mẫu hạm sẽ tiến hành tập kích Trân Châu Cảng.
Lực lượng tập kích được quy tụ ở vịnh Đơn Quân gần đảo Iturup thuộc quần đảo Kuril do trung tướng Nam Vân Trung Nhất chỉ huy. Ngày 26 tháng 11 năm 1941, Yamamoto ra lệnh xuất phát. Trước khi đi, ông có dặn dò tướng Nam Vân nếu nhận được tin Nhật-Mỹ đạt được hiệp nghị thì phải rút quân ngay, mặc dù ông biết đây là chuyện không thể có. Đội quân tập kích bí mật di chuyển lên phía Bắc, trong khi đó đảo Lộc Nhi vẫn phát tín hiệu nghi binh, còn chính phủ Nhật Bản vẫn tiếp tục kéo dài cuộc đàm phán nhằm đánh lạc hướng dư luận. Khi hạm đội đến gần vị trí 165 độ Tây và 43 độ Bắc thì đột ngột đổi hướng sang phía Đông rồi vòng xuống phía Nam hướng tới Hawaii.

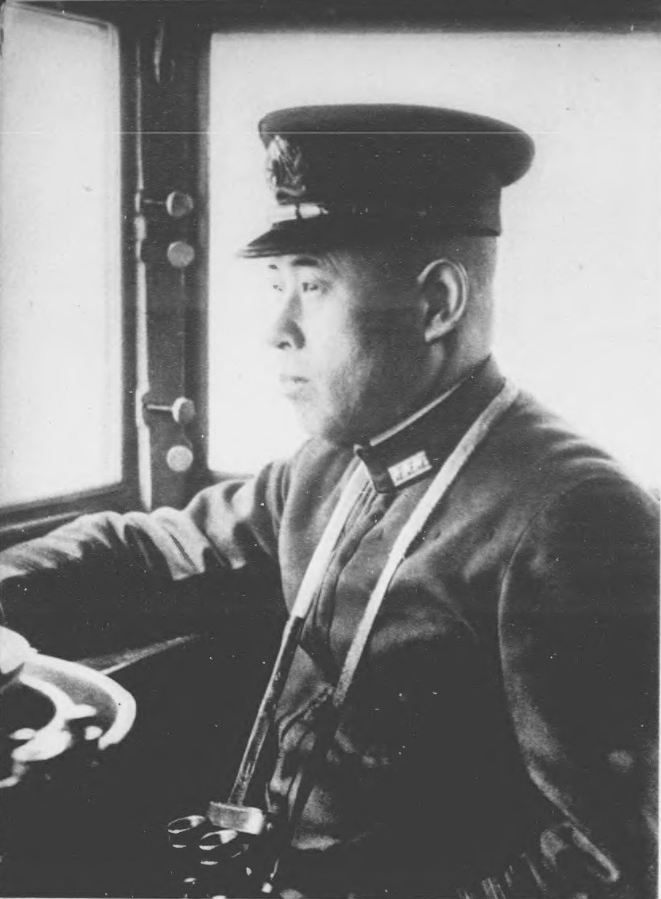
Yamamoto trên soái hạm Nagato năm 1941

Ngày 1 tháng 12 Yamamoto đánh một bức điện cho Nagumo với nội dung "trèo lên đỉnh núi Niitaka 1208" có nghĩa là sẽ khai chiến vào ngày 8 tháng 12 theo giờ Tokyo, tức ngày chủ nhật 7 tháng 12 theo giờ Trân Châu Cảng. Ông cũng hạ lệnh thời gian tấn công là 3 giờ 30 phút, nửa tiếng sau khi Nhật gửi tối hậu thư tới Mỹ.
Yamamoto ngồi ngã người trên ghế nhắm mắt dưỡng thần. Bỗng lúc 3 giờ 19 phút giờ Nhật Bản (tức 13 giờ 19 phút giờ Washington), Đại tá Mitsuo Fuchida - Chỉ huy lực lượng tập kích Nhật Bản gửi về bộ chỉ huy mật hiệu "Tora Tora Tora" đồng nghĩa cuộc tấn công đạt được yếu tố bất ngờ hoàn toàn. Không lâu sau đó một điện tín viên chạy vào thông báo với vị chỉ huy của mình: "Tấn công bất ngờ thành công". Thật vậy, trận kỳ tập đã thành công. Phía Mỹ mất 6 thiết giáp hạm, 6 tuần dương hạm hạng nhẹ, 6 khu trục hạm, 2 tàu chở dầu cùng nhiều tàu khác bị hư hỏng, tuy nhiên các mục tiêu chính là các tàu sân bay lại không có mặt khi cuộc không kích diễn ra. Thiệt hại của Nhật chỉ là 29 máy bay, 5 tàu ngầm bỏ túi..

#### Từ sau Trân Châu Cảng tới trước Midway
Với việc hạm đội Mỹ bị vô hiệu hóa phần lớn tại Trân Châu Cảng, Hạm đội Liên hợp của Yamamoto chuyển sang nhiệm vụ thực hiện kế hoạch chiến tranh lớn hơn của Nhật Bản do Bộ Tổng tham mưu Hải quân và Lục quân Đế quốc Nhật Bản nghĩ ra. Hạm đội Không quân Thứ nhất đã thực hiện một vòng quanh Thái Bình Dương, tấn công các cơ sở của Mỹ, Úc, Hà Lan và Anh từ Đảo Wake đến Úc đến Ceylon ở Ấn Độ Dương. Hạm đội Không quân số 11 đã bắt được Lực lượng Không quân số 5 của Hoa Kỳ trên bộ ở Philippines vài giờ sau trận Trân Châu Cảng, và sau đó đánh chìm thiết giáp hạm HMS Prince of Wales và tàu chiến HMS Repulse của Lực lượng Z của Anh trên biển.
Dưới sự chỉ huy của Yamamoto, các Phó Đô đốc Jisaburō Ozawa, Nobutake Kondō và Ibō Takahashi, quân Nhật đã quét sạch các lực lượng còn lại của Mỹ, Anh, Hà Lan và Úc khỏi Đông Ấn thuộc Hà Lan trong một loạt các cuộc đổ bộ và hải chiến trên mặt nước mà đỉnh điểm là Trận chiến biển Java vào ngày 27 tháng 2 năm 1942. Cùng với việc chiếm đóng Đông Ấn thuộc Hà Lan là sự thất thủ của Singapore vào ngày 15 tháng 2, và cuối cùng là việc giảm bớt các vị trí phòng thủ còn lại của Mỹ-Philippines ở Philippines trên bán đảo Bataan vào tháng 4 9 và đảo Corregidor vào ngày 6 tháng 5. Người Nhật đã chiếm được "khu vực tài nguyên phía nam" với tài nguyên dầu mỏ và cao su vô cùng phong phú
Đến cuối tháng 3, sau khi đạt được mục tiêu ban đầu với tốc độ đáng ngạc nhiên và ít tổn thất, mặc dù trước những kẻ thù không chuẩn bị sẵn sàng để chống lại chúng, quân Nhật tạm dừng để xem xét các bước đi tiếp theo của họ. Yamamoto và một số nhà lãnh đạo và quan chức quân sự Nhật Bản đã chờ đợi, hy vọng rằng Hoa Kỳ hoặc Vương quốc Anh sẽ đàm phán một cuộc hòa đàm hoặc hiệp ước hòa bình để chấm dứt chiến tranh. Nhưng khi người Anh, cũng như người Mỹ, tỏ ra không quan tâm đến việc đàm phán, thì suy nghĩ của Nhật Bản chuyển sang bảo vệ lãnh thổ mới chiếm được của họ và giành được nhiều hơn với mục đích đánh đuổi một hoặc nhiều kẻ thù của họ ra khỏi cuộc chiến.
Vào ngày 18 tháng 4 Cuộc đột kích Doolittle tấn công vào Tokyo và các khu vực xung quanh, cho thấy mối đe dọa từ các tàu sân bay Mỹ, và tạo cho Yamamoto một sự kiện mà ông có thể khai thác để đạt được mục tiêu của mình, và cuộc tranh luận sâu hơn về chiến lược quân sự đã nổ ra.. Bộ Tổng tham mưu Hải quân đã đồng ý với Chiến dịch Đảo Midway (MI) của Yamamoto, tiếp theo giai đoạn đầu tiên của các hoạt động chống lại liên kết của Úc với Mỹ, đồng thời với kế hoạch xâm lược Quần đảo Aleutian.
Yamamoto gấp rút lên kế hoạch cho các nhiệm vụ Midway và Aleutians, đồng thời cử một lực lượng dưới quyền Phó Đô đốc Takeo Takagi, bao gồm Sư đoàn tàu sân bay số 5 (các tàu sân bay lớn mới Shōkaku và Zuikaku), để hỗ trợ nỗ lực chiếm các đảo Tulagi và Guadalcanal để lấy thủy phi cơ và căn cứ máy bay, và thị trấn Port Moresby trên bờ biển phía nam của Papua New Guinea. Tuy nhiên chiến dịch Cảng Moresby (MO) đã chứng tỏ một thất bại không mong muốn. Mặc dù Tulagi và Guadalcanal đã bị chiếm, hạm đội xâm lược Port Moresby buộc phải quay trở lại khi Takagi đụng độ với lực lượng đặc nhiệm tàu sân bay Mỹ trong Trận chiến Biển San hô vào đầu tháng 5. Mặc dù người Nhật đã đánh chìm tàu sân bay USS Lexington và làm hư hại tàu sân bay USS Yorktown, nhưng phía Nhật cũng mất tàu sân bay hạng nhẹ Shoho, chiếc Shokaku bị trúng bom hư hại nặng trong khi chiếc Zuikaku mất gần hết các phi đội bay, cả hai phải đều phải trở về Nhật Bản nên đã không kịp tham chiến tại Midway.

#### Thất bại ở Midway
Kế hoạch của Yamamoto đối với Đảo Midway là một phần mở rộng trong nỗ lực của ông nhằm đánh bật Hạm đội Thái Bình Dương của Mỹ khỏi hoạt động đủ lâu để Nhật Bản củng cố vành đai phòng thủ của mình ở các chuỗi đảo Thái Bình Dương. Yamamoto cảm thấy cần thiết phải tìm kiếm một trận chiến quyết định tấn công sớm. Kế hoạch này từ lâu đã được cho là nhằm thu hút sự chú ý của Mỹ—và có thể cả lực lượng tàu sân bay—từ Trân Châu Cảng ở phía bắc bằng cách gửi Đệ ngũ Hạm đội (một tàu sân bay, một tàu sân bay hạng nhẹ, bốn thiết giáp hạm, tám tàu tuần dương, 25 tàu khu trục và bốn tàu vận tải) chống lại Aleutians, tấn công Cảng Hà Lan trên Đảo Unalaska và xâm chiếm các đảo xa hơn là Kiska và Attu.
Để đề phòng thất bại, Yamamoto đề xuất hai biện pháp an ninh. Đầu tiên là một nhiệm vụ trinh sát trên không (Chiến dịch K) qua Trân Châu Cảng để xác định xem các tàu sân bay Mỹ có ở đó hay không. Thứ hai là một đội tàu ngầm có nhiệm vụ phát hiện chuyển động của các tàu sân bay đối phương về phía Midway để kịp thời cho các lực lượng phối hợp tấn công. Yamamoto cũng lệnh cho Đô đốc Nagumo đã dự trữ một nửa số máy bay của mình để dự phòng gồm hai phi đội, một bao gồm những máy bay ném bom bổ nhào và đội kia là máy bay ném ngư lôi, được trang bị các ngư lôi để tấn công tàu chiến nếu như phát hiện được vị trí của các tàu chiến Mỹ.
Yamamoto không biết rằng người Mỹ đã biết được các kế hoạch của Nhật Bản nhờ việc phá mã mã D hải quân Nhật Bản (được Mỹ gọi là JN-25). Kết quả là Đô đốc Chester Nimitz - chỉ huy Hạm đội Thái Bình Dương cũng đã có thể đặt lực lượng của mình vào một vị trí để tiến hành cuộc phục kích.
Những cuộc không kích đầu tiên vào Midway diễn ra không hiệu quả, Đô đốc Nagumo đã ra lệnh các máy bay dự trữ của ông lắp đặt bom thông thường để tiếp tục tung ra các cuộc không kích vào các mục tiêu mặt đất ở Midway, quyết định này đã vi phạm trực tiếp lệnh của Yamamoto về việc đội tàu sân bay phải duy trì sẵn lực lượng tấn công dự bị được trang bị cho các phi vụ chống tàu chiến Mỹ. Tuy nhiên, khi Nagumo nhận được báo cáo trinh sát từ thủy phi cơ từ tuần dương hạm Tone rằng tàu sân bay Mỹ đang có mặt trong khu vực, ông đã thay đổi kế hoạch và ra lệnh cho máy bay của mình vốn được trang bị ngư lôi để sẵn sàng tấn công tàu sân bay Mỹ. Với một nửa máy bay được trang bị ngư lôi và nửa còn lại được trang bị bom tấn công mục tiêu trên mặt đất và không có thời gian để chuyển mọi thứ trở lại ngư lôi. Những đợt không kích trước đó bằng những chiếc B-17 và B-26 của Mỹ chỉ gây ra những thiệt hại không đáng kể, nhưng chúng cũng đủ gây bối rối cho lực lượng tàu sân bay Nhật vì Nagumo đang nỗ lực chuẩn bị một đòn đánh trả sau khi nhận được báo cáo lúc 08 giờ 20 phút về việc phát hiện lực lượng tàu sân bay Hoa Kỳ ở hướng Đông Bắc đã đưa ra một quyết định tai họa là chờ lực lượng tấn công ban đầu của ông hạ cánh, sau đó mới tung ra lực lượng dự bị tấn công với đầy đủ đội hình gồm cả 2 loại Aichi D3A1 và B5N2 Kate (lúc ấy chúng sẽ được trang bị vũ khí tấn công thích hợp).
Hậu quả là các tàu sân bay của Nagumo đã bị tấn công và chỉ trong khoảng 6 phút, hai phi đội bổ nhào đã làm cho ba tàu sân bay Nhật bốc cháy. Akagi chỉ trúng một quả bom, lúc bình thường thì nó sẽ không bị hư hại quá nặng, nhưng điều tai hại là sàn tàu của nó khi đó đang chứa đầy bom và ngư lôi. Tàu Soryu thì trúng ba quả bom, Kaga trúng bốn hay nhiều hơn, các thủy thủ nói rằng họ không thể đếm chính xác. Các tàu sân bay Nhật bị trúng bom đúng lúc chúng đang ở tình trạng dễ tổn thương nhất, đó là khi các tàu này đang chất đầy vũ khí trong khoang chứa máy bay và tiếp đầy xăng lên các máy bay nhằm chuẩn bị cho cuộc không kích nhắm vào các tàu sân bay Mỹ. Do đó khi trúng bom, các đám cháy đã bùng phát do xăng máy bay chảy tràn trên sàn chứa máy bay, kích nổ hàng loạt những quả bom và ngư lôi đang trải khắp sàn tàu, khiến việc chữa cháy và kiểm soát thiệt hại là không thể thực hiện được. Cả ba tàu bị loại khỏi vòng chiến và sau đó thì chìm hẳn. Đô đốc Nagumo đã bày tỏ ý định ở lại để chết cùng tàu sân bay Akagi nhưng cuối cùng Thuyền trường Aoki và tham mưu trưởng Kusaka đã thuyết phục ông thuyết phục rời tàu.
Hiryu, lúc bấy giờ là hàng không mẫu hạm còn sống sót duy nhất của Nhật, không để lãng phí thời gian trong việc phản công. Máy bay của nó đã tấn công và gây thiệt hại nặng cho Yorktown. Sau cùng Yorktown bị chìm vì trúng ngư lôi từ tàu ngầm Nhật. Chiều cùng ngày, Hiryu bị một loạt máy bay ném bom bổ nhào tấn công, đánh trúng 4 trái  bom và bốc cháy. Hiryu sau cùng bị đánh chìm bởi ngư lôi từ tàu khu trục Nhật, mang theoChuẩn đô đốc Yamaguchi Tamon và thuyền trưởng Tomeo Kaku khi cả hai quyết định hi sinh cùng con tàu.
Yamamoto lúc đầu quyết định tiếp tục nỗ lực và đưa các lực lượng nổi còn lại của mình tìm kiếm các mẫu hạm của Hoa Kỳ về hướng đông. Ngay lập tức, một lực lượng tuần dương hạm tấn công được đưa đến pháo kích vào đảo đêm đó. Dần dần khi đêm xuống nhưng không thấy bóng dáng người Mỹ đâu, Yamamoto ra lệnh cho các lượng của ông rút quân.
Việc Nhật Bản mất 4 hàng không mẫu hạm (Kaga, Akagi, Soryu, và Hiryu) cùng một số lớn các tổ lái được huấn luyện kỹ lưỡng đã chặn đứng đà bành trướng của họ trên vùng Thái Bình Dương. Hải quân Nhật đã mất 40% lực lượng tàu sân bay, họ chỉ còn 2 hàng không mẫu hạm cỡ lớn là Zuikaku và Shokaku có thể huy động cho các hoạt động tấn công, cùng 2 hàng không mẫu hạm lớn khác đang chạy thử máy. Các mẫu hạm còn lại là Ryūjō, Junyo và Hiyo đều là mẫu hạm nhẹ với đường băng nhỏ, chúng không có khả năng tác chiến mạnh như các hàng không mẫu hạm cỡ lớn. Thất bại nặng nề của người Nhật xảy ra sau nửa năm khai chiến với Hoa Kỳ. Khoảng thời gian này là gần như chính xác với dự đoán của Đô đốc Yamamoto Isoroku về quãng thời gian nước Nhật có ưu thế trước khi người Mỹ giành quyền chủ động.

#### Sau trận Midway

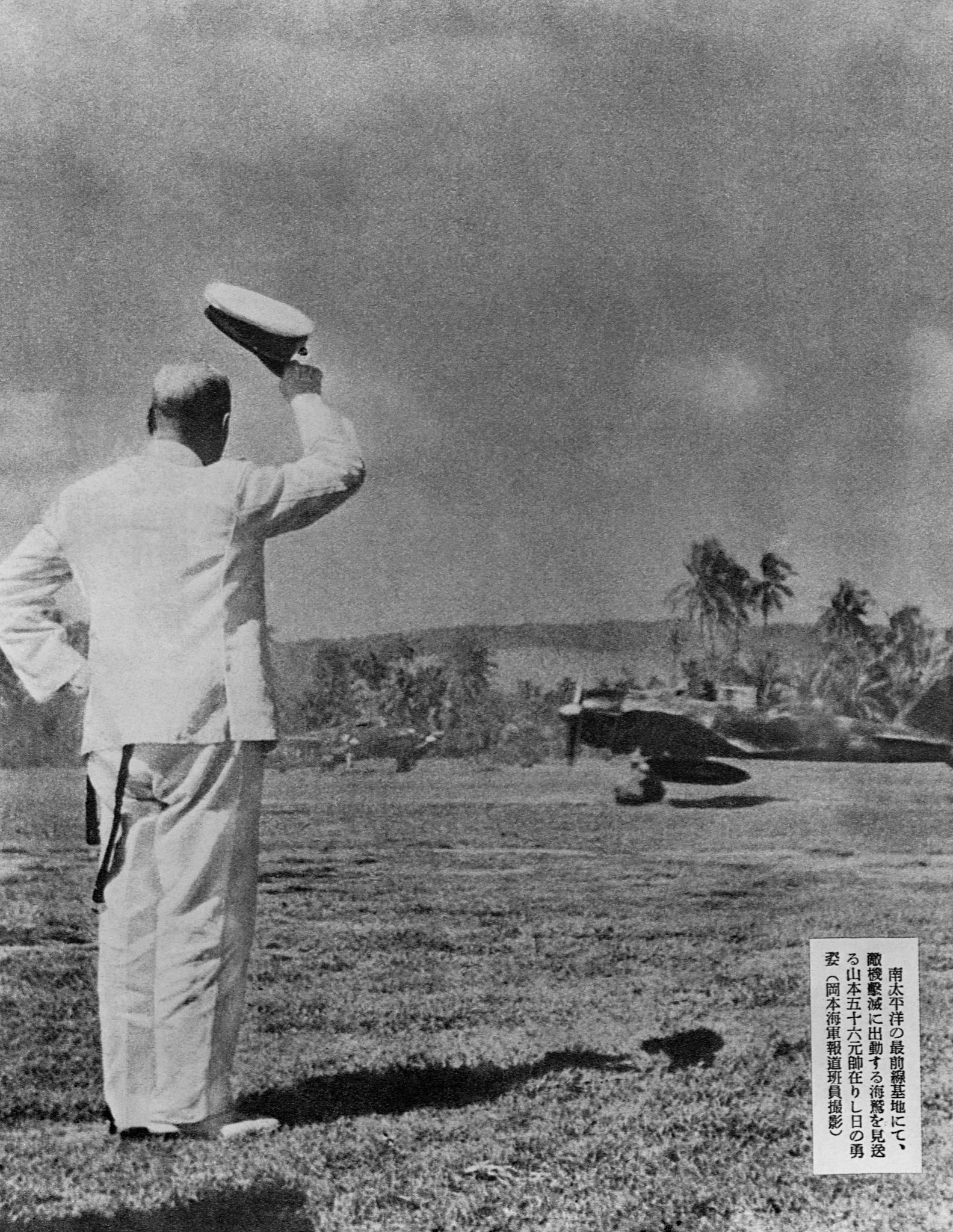
Yamamoto tại sân bay Henderson, Guadalcanal, 1942

Yamamoto vẫn giữ chức vụ tổng tư lệnh, được giữ lại ít nhất một phần để tránh làm suy giảm tinh thần của Hạm đội Liên hợp. Tuy nhiên, do thất bại ở Midway, và Bộ Tổng tham mưu Hải quân không muốn tham gia vào các canh bạc tiếp theo. Điều này khiến Yamamoto phải theo đuổi "chiến lược quyết chiến" phòng thủ cổ điển mà ông đã cố gắng tránh.

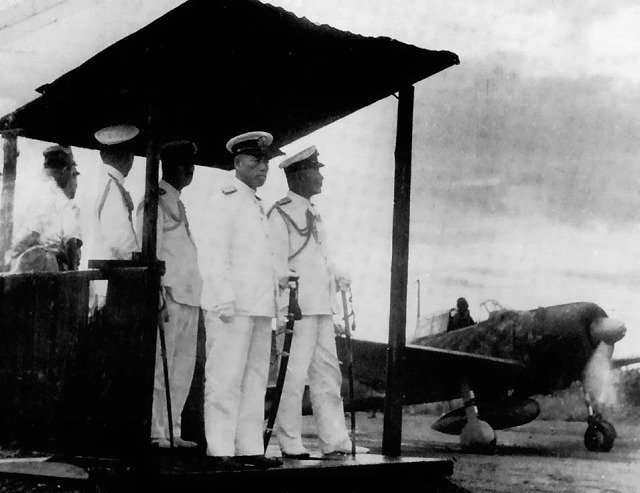
Isoroku Yamamoto và Matome Ugaki tại Rabaul năm 1943

Yamamoto giao cho các đơn vị Hạm đội Liên hợp thực hiện một loạt các hành động tiêu hao nhỏ trên khắp nam và trung tâm Thái Bình Dương, nhưng đổi lại phải chịu những tổn thất khủng khiếp. Những nỗ lực lớn nhằm đánh bại lực lượng Mỹ đang di chuyển trên Guadalcanal đã dẫn đến một cặp trận chiến tàu sân bay mà đích thân Yamamoto chỉ huy: Trận chiến quần đảo Đông Solomons và Quần đảo Santa Cruz vào tháng 9 và tháng 10. Mọi nỗ lực đã thất bại khi Lục quân không thể tiếp tục cuộc hành quân. Lực lượng hải quân của Yamamoto đã giành được một số chiến thắng và gây ra tổn thất và thiệt hại đáng kể cho hạm đội Mỹ trong một số trận chiến xung quanh Guadalcanal, bao gồm Trận chiến đảo Savo, Mũi Esperance và Tassafaronga, nhưng ông không bao giờ có thể lôi kéo Hoa Kỳ vào một hành động quyết định của hạm đội.
Sau cùng, Yamamoto quyết định rút quân khỏi Guadacanal sau khi chứng kiến những thất bại rõ ràng của người Nhật

#### Cái chết của Yamamoto Isoroku

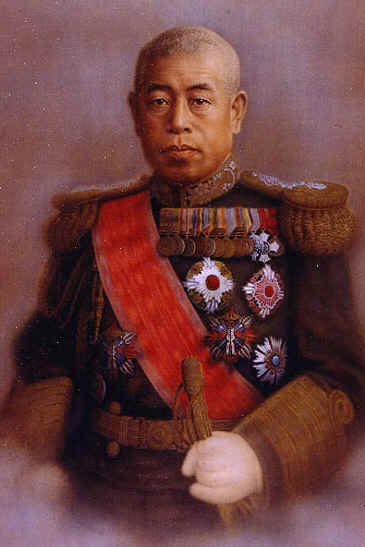
Isoroku Yamamoto (1943)

Sau những thất bại lớn về chiến lược ở Midway và Guadalcanal, Yamamoto thấy rõ kết cục chiến tranh sẽ bi thảm cho Nhật, điều mà ông từng tiên đoán cách đó gần 2 năm. Ông không còn muốn về Tokyo nữa. Nhưng ông vẫn cố gắng cầm cự còn nước còn tát với quân Mỹ. Ngày 3 tháng 4 năm 1943 ông quyết định rời chiếc soái hạm Musashi lên đường đến căn cứ địa Rabaul để thị sát và cổ vũ sĩ khí binh sĩ. Có lẽ, nhận biết thấy mình đang sống những ngày cuối cùng của cuộc đời, đêm trước đó Yamamoto đã viết một bức thư cuối cùng cho vợ ông, trong thư có kèm một bản "Hòa Ca" và một nắm tóc của mình.

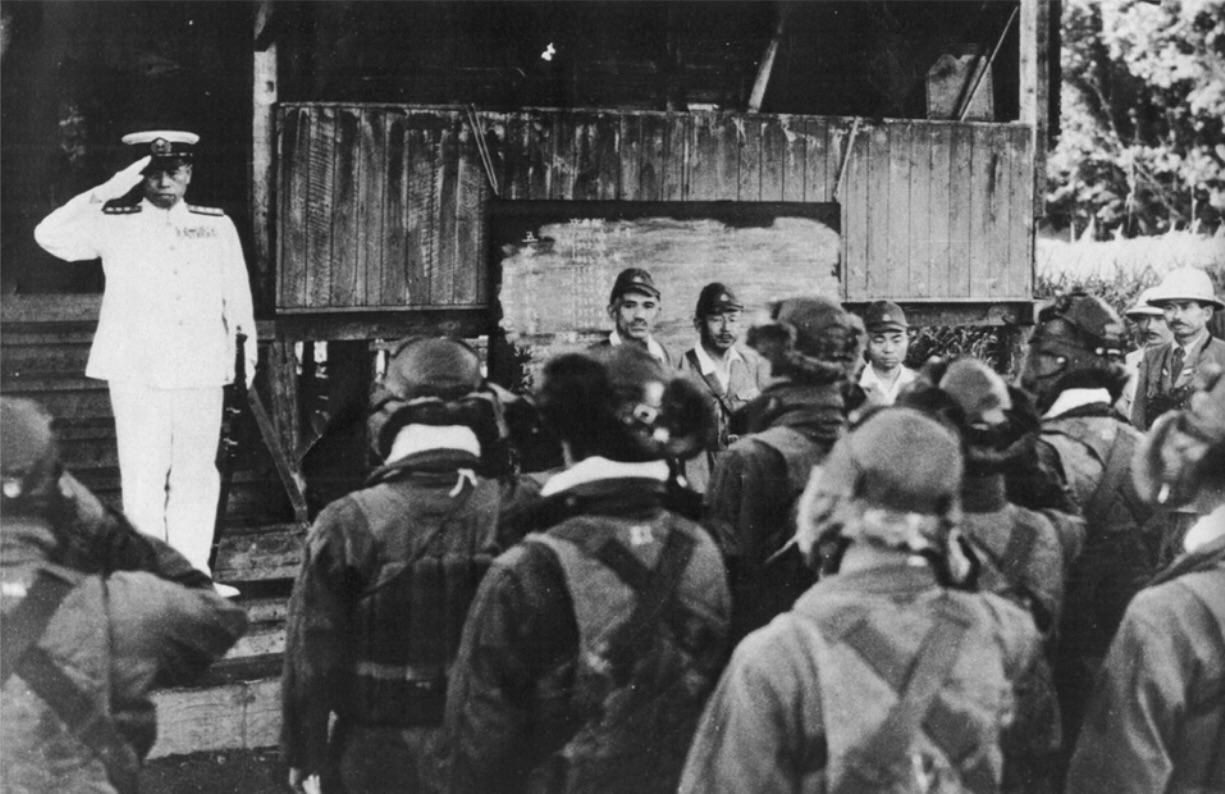
Đô đốc Yamamoto, vài giờ trước khi qua đời tại căn cứ Nhật ở Rabaul, ngày 18 tháng 4 năm 1943

Sau khi đến Rabaul, Yamamoto đã bắt tay thực hiện một "kế hoạch Y" với mục tiêu là quân Mỹ ở Guadalcanal. Ngày 7 tháng 4 Yamamoto huy động tất cả các phi cơ của hạm đội tiến hành 4 đợt không tập dữ dội vào các vị trí quân Mỹ tại Guadalcanal. Các cuộc tấn công thu được một số hiệu quả, nhưng quân Mỹ vẫn không lùi nửa bước. Yamamoto bỗng đề xuất sẽ đi thị sát tại 3 hòn đảo gần Guadalcanal để nâng cao sĩ khí, và ngày 13 đã xác định xong lịch trình và đánh điện báo tới những nơi ông tới, đúng 6 giờ ngày hôm sau sẽ khởi hành. Tuy nhiên, việc đi thị sát như thế này cực kì nguy hiểm và nhiều người đã ngăn cản quyết liệt, hoặc là đề nghị mang theo một số lượng cực lớn phi cơ hộ tống. Tất cả đều không ngăn được quyết tâm của vị thống soái.
Có một điều kịch tính là, giống như ở Midway và Guadalcanal, người Mỹ đã giải được bản mật mã về việc Yamamoto đi thị sát và đã tổ chức đón lõng ông. Khoảng 6 giờ 30 phút ngày 18 tháng 4 năm 1943, khi chiếc máy bay Mitsubishi G4M chở Yamamoto đang trên vùng trời đảo Bounganiville thì một tốp 18 chiếc máy bay Lockheed P-38 Lightning xuất hiện dưới tay phải phi cơ Nhật. 6 chiếc phi cơ Zero hộ tống Yamamoto liền lao tới chặn lại. Tuy nhiên đây là một cuộc chiến đấu không cân sức. Mấy phút sau một cột khói đen bốc lên từ một khu rừng rậm phía dưới. Phi cơ của Yamamoto Isoroku đã bị bắn hạ. Ông tử trận vào ngày 18 tháng 4 năm 1943.

## An táng

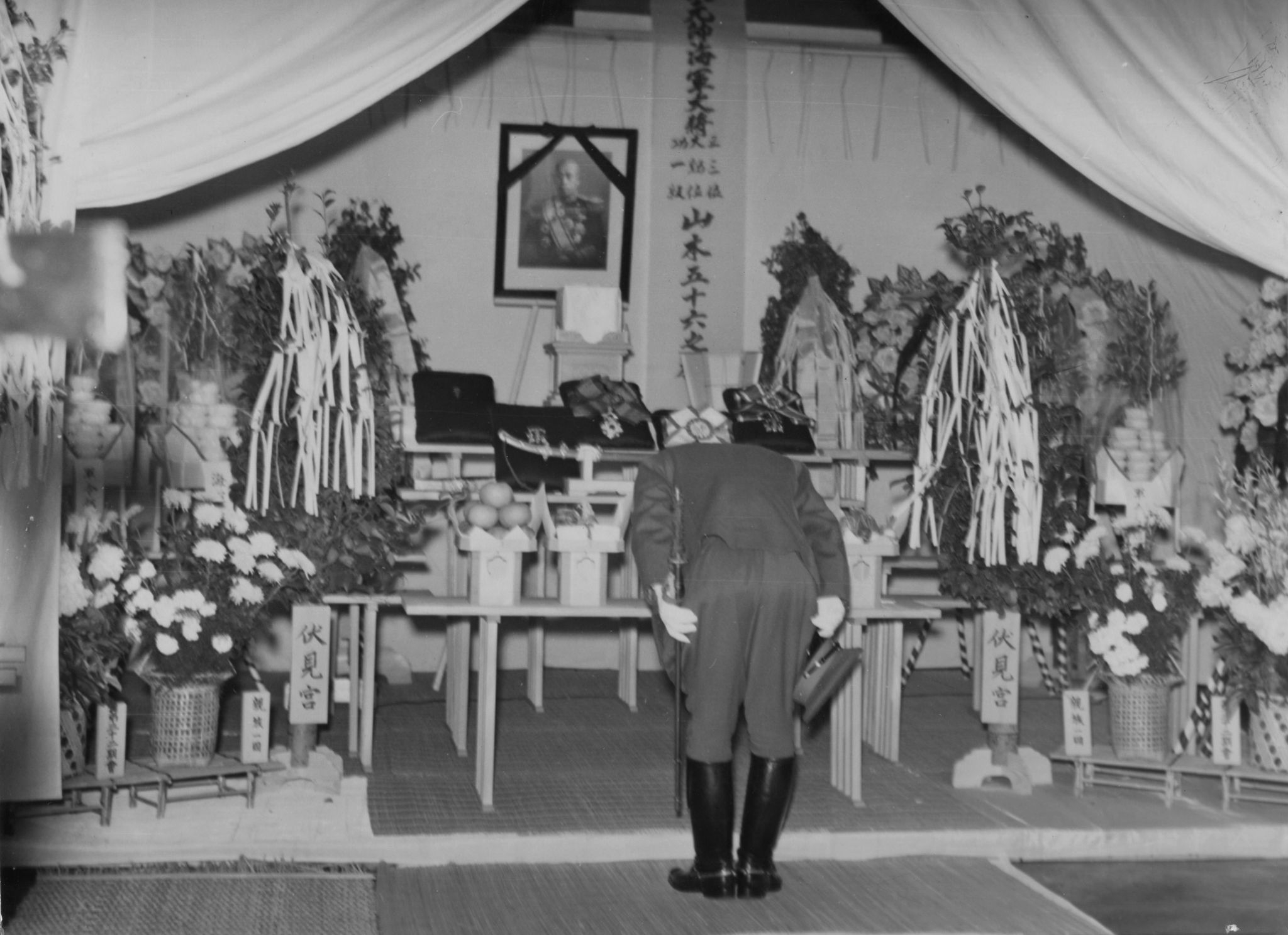
Thủ tướng Hideki Tojo dự lễ tang của Yamamoto, sau khi tro cốt của ông được trả về Nhật Bản, vào tháng 5 năm 1943

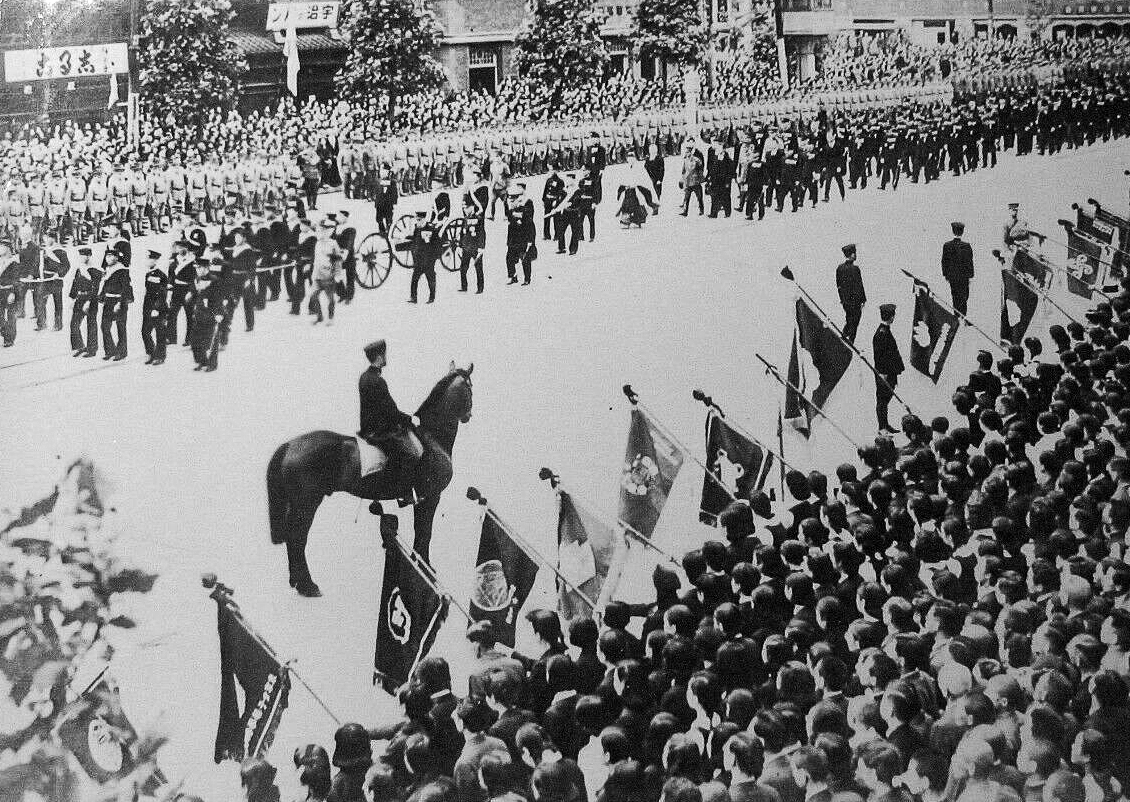
Lễ tang cấp nhà nước của Yamamoto, ngày 5 tháng 6 năm 1943

Thi thể của Yamamoto, cùng với địa điểm máy bay rơi, được tìm thấy vào ngày hôm sau trong khu rừng nhiệt đới trên đảo Bougainville bởi một nhóm tìm kiếm và cứu nạn Nhật Bản, do kỹ sư quân đội Trung úy Tsuyoshi Hamasuna chỉ huy. Theo Hamasuna, Yamamoto đã bị văng ra khỏi đống đổ nát của chiếc máy bay, bàn tay vẫn đeo găng trắng và nắm lấy chuôi thanh katana, ông vẫn ngồi thẳng trên ghế dưới tán cây. Hamasuna cho biết Yamamoto có thể được nhận ra ngay lập tức, khi ấy đầu ông cúi xuống như thể đang suy nghĩ sâu sắc. Khám nghiệm tử thi tiết lộ rằng Yamamoto đã trúng hai vết đạn 50 li, một vết ở phía sau vai trái và một vết khác ở bên trái hàm dưới của anh ta. Bác sĩ hải quân Nhật Bản kiểm tra thi thể xác định rằng vết thương ở đầu đã giết chết Yamamoto. Các chi tiết khủng khiếp hơn về cái chết của Yamamoto đã được giấu kín với công chúng Nhật Bản. Theo người viết tiểu sử Hiroyuki Agawa, báo cáo y tế đã được thay đổi "theo lệnh từ cấp trên".

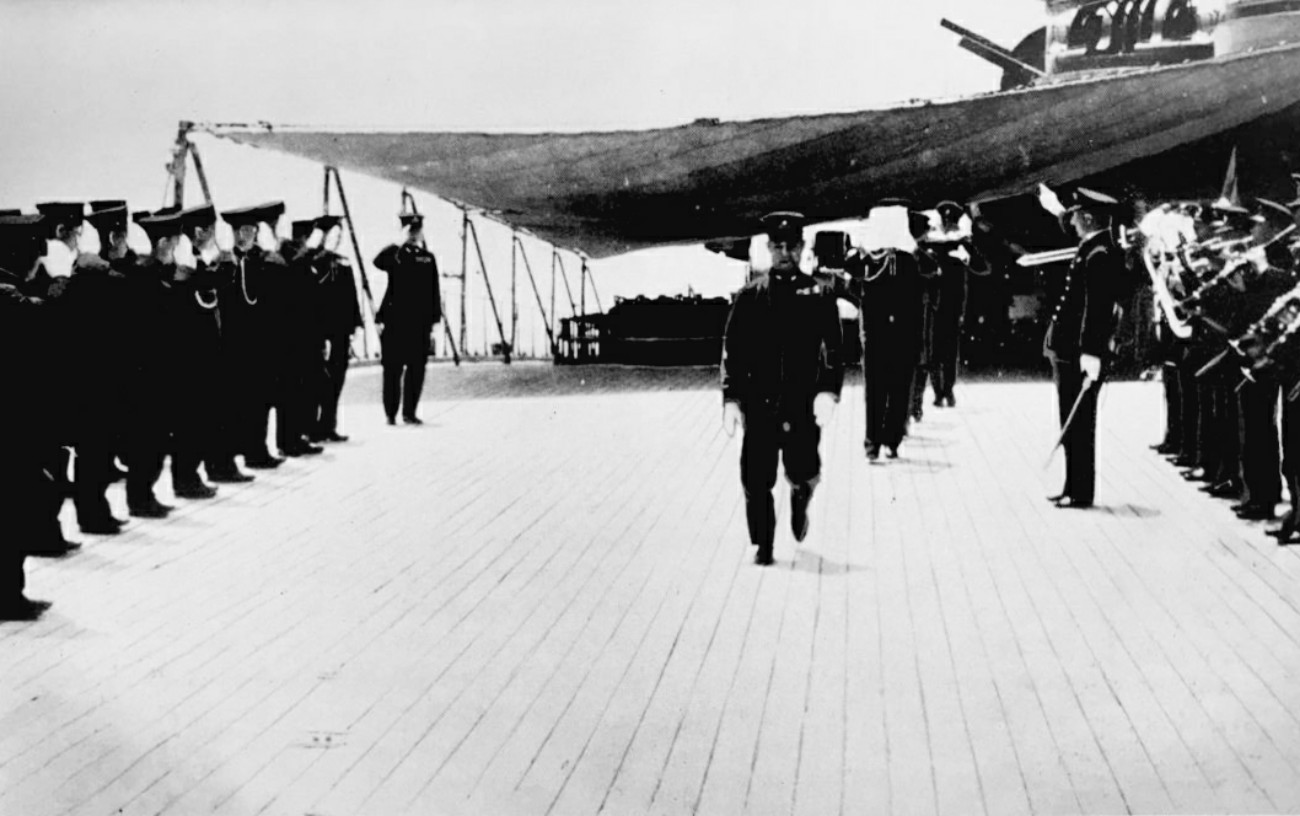
Thi hài Yamamoto được soái hạm Musashi đưa về Nhật Bản sau khi được hỏa táng

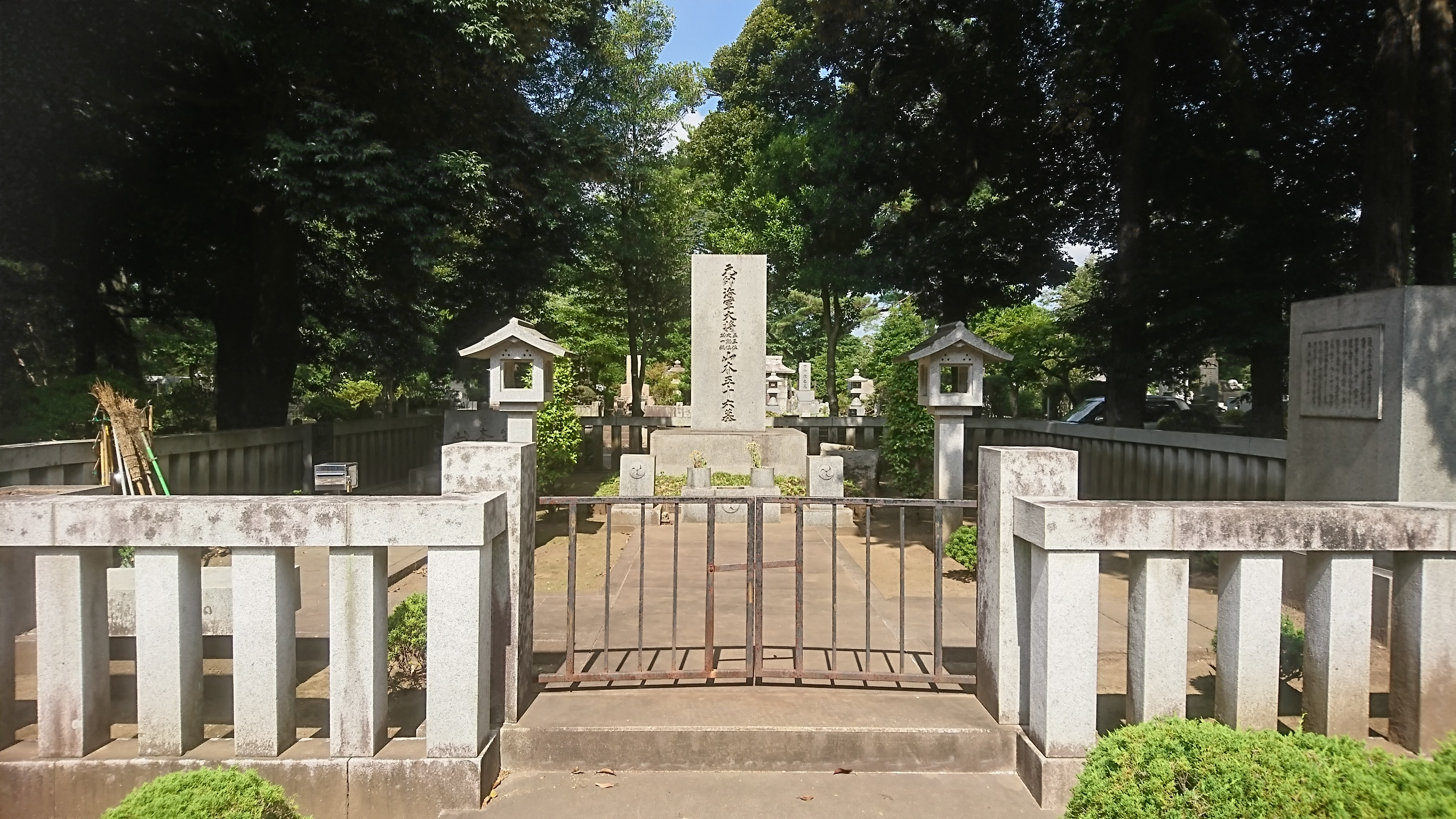
Mộ của Yamamoto

Toàn bộ thi thể sau đó được đoàn tìm kiếm chở về Buin, và được làm lễ hỏa thiêu trên đỉnh của một ngọn núi gần đó. Tro cốt của Yamamoto được đặt vào một hộp gỗ thông, và được đưa về Truk để làm nghi lễ long trọng trước khi được đưa về Tokyo trên thiết giáp hạm Musashi - soái hạm của Yamamoto. Hơn một tháng sau khi tro cốt của Yamamoto được đưa về Tokyo, ngày 21 tháng 5 năm 1943, chính phủ Nhật Bản mới chính thức công bố về cái chết của Yamamoto và gây sốc tới toàn bộ công chúng Nhật Bản. Đài phát thanh Tokyo đã thông báo rằng: "Ðô đốc Yamamoto trong khi chỉ huy tại tiền tuyến vào tháng Tư năm nay, đã giao chiến với địch quân và oanh liệt đền nợ cho tổ quốc bằng một cái chết anh hùng." Yamamoto được truy phong hàm Nguyên soái Đại tướng Hải quân và được truy tặng Đại thụ Cúc Huân chương vào ngày 22 tháng 5 năm 1943.
Tro cốt của Yamamoto được tách ra làm hai phần để được tổ chức hai đại tang lễ cấp quốc gia. Tang lễ đầu tiên được tổ chức ở Công viên Hibiya ở trung tâm Tokyo, với sự góp mặt của nhiều nhân vật quan trọng trong chính phủ và ngoài chính phủ Nhật Bản. Phần tro này được chôn cất bên cạnh ngôi mộ của Đô đốc Tōgō Heihachirō ở Nghĩa trang Tamabuchi. Tang lễ thứ hai cho Yamamoto được cử hành một cách trang trọng tại Nagaoka, quê hương của Yamamoto. Tang lễ này cử hành sau lễ quốc tang tại Tokyo một ngày. Bộ quân phục và thanh kiếm của Yamamoto được đặt trên một cây cột cùng với cái bình đựng một phần cốt tro của ông. Ông được chôn bên cạnh mộ phần của thân phụ trong khuôn viên một ngôi đền Phật giáo, bên ngoài một thị trấn nhỏ mà trước kia thân phụ ông là một giáo viên. Ngôi mộ của Yamamoto là một bia mộ rất đơn giản và ngắn hơn bia mộ của thân phụ ông hai phân, theo lời căn dặn lúc sinh thời của ông.
Tháng 12 năm 1943, một bức tượng to bằng người thật của Yamamoto đã dựng lên tại Trường Không lực Kasumigaura, nơi Yamamoto đã từng làm hiệu trưởng để tưởng nhớ ông. Sau khi Nhật Bản đầu hàng vào năm 1945, Đại tướng Doughlas MacArthur đã ra lệnh phá hủy tất cả các tượng tướng lĩnh, người anh hùng Nhật ở khắp Nhật Bản. Các sĩ quan hải quân liền cưa tượng của Yamamoto làm hai khúc và thả xuống một cái hồ gần đó, và cẩn thận đánh dấu chỗ giấu tượng. Năm 1955, tượng của ông được một công ty xử lý chất thải phát hiện, và đã được một số bạn thân của Yamamoto mua lại để đem đặt vào trong một đền thờ Phật giáo ở Nagaoka. Bên cạnh tượng của ông là mẫu hình ngôi nhà nhỏ bằng gỗ, nơi ông chào đời. Căn nhà nguyên thủy của gia đình ông đã bị máy bay ném bom B-29 của Hoa Kỳ ném bom thiêu hủy vào năm 1945.

## Cuộc sống cá nhân

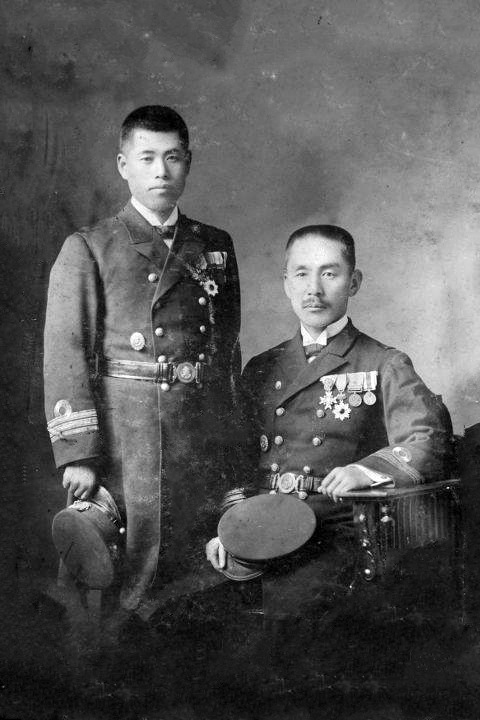
Yamamoto (trái) cùng người bạn lâu năm Teikichi Hori khi còn là sĩ quan trẻ của Hải quân Nhật Bản, 1915-1919

Yamamoto luyện tập thư pháp. Ông và vợ, Reiko, có bốn người con: hai trai và hai gái. Yamamoto là một người đam mê cờ bạc, thích cờ vây, shogi, billard, bài, mạt chược, bài xì phé và các trò chơi khác thử thách trí thông minh và rèn luyện trí óc của anh ấy. Ông thường nói đùa về việc chuyển đến Monaco và bắt đầu sòng bạc của riêng mình.
Ông thích bầu bạn với geisha, và vợ ông Reiko đã tiết lộ với công chúng Nhật Bản vào năm 1954 rằng Yamamoto gần gũi với geisha yêu thích của ông Kawai Chiyoko hơn là với cô ấy, điều này đã gây ra một số tranh cãi. Đám tang của ông đi ngang qua khu nhà của Kawai trên đường đến nghĩa trang. Yamamoto là bạn thân của Teikichi Hori, một đô đốc Hải quân và là bạn học của Yamamoto từ Học viện Hải quân Đế quốc Nhật Bản, người đã bị thanh trừng khỏi Hải quân vì ủng hộ Hiệp ước Hải quân Washington. Trước và trong chiến tranh, Yamamoto thường xuyên trao đổi thư từ với Hori, những bức thư cá nhân này trở thành chủ đề của bộ phim tài liệu The Truth of Yamamoto của đài NHK.